# 映画「こんにちは、マリア」のためのささやかな覚書
『映画「こんにちは、マリア」のためのささやかな覚書』（えいが「こんにちは、マリア」のためのささやかなおぼえがき、仏語：Petites notes à propos du film 'Je vous salue, Marie' ）は、1983年にジャン＝リュック・ゴダールが監督した、フランス・スイス合作の短篇映画である。『こんにちは、マリア』のプレゼン用フィルムとして製作されたビデオ映画である。日本でのCS放映タイトルは『ゴダールのマリアに関するささやかな覚書』。

## 概要
1979年に『勝手に逃げろ/人生』のプレゼン用に撮った『「勝手に逃げろ/人生」のシナリオ』同様に、次回作『こんにちは、マリア』をスイス国内の出資者に向けて製作したのが本作、『映画「こんにちは、マリア」のためのささやかな覚書』である。
タイプライターを打つジャン＝リュック・ゴダール本人から映画は幕を開ける。マリアを演じるミリアム・ルーセルへのカメラテストの映像に、フェデリコ・フェリーニ監督の『道』（1954年）のジュリエッタ・マシーナがオーヴァーラップし、ゴダールとアンヌ＝マリー・ミエヴィルとが、フランソワーズ・ドルトやヨハン・ゼバスティアン・バッハについて語り合う姿が捉えられる。
その後、来るべき『こんにちは、マリア』は1984年に製作され、1985年1月23日にフランスで公開された。日本では、『ゴダールのマリア』のタイトルで、ゴダールの長篇映画『こんにちは、マリア』とミエヴィルが監督した短篇映画『マリアの本』と2本立てで公開された。
本作に関して、日本では、洋画★シネフィル・イマジカで『ゴダールのマリアに関するささやかな覚書』のタイトルでテレビ初放映され、2003年（平成15年）に紀伊国屋書店から『ゴダールのマリア』映像付録として発売されている。

## スタッフ・キャスト
- 監督・脚本：ジャン＝リュック・ゴダール
- 出演：ジュリエット・ビノシュ、ティエリー・ロード、ミリアム・ルーセル、ジャン＝リュック・ゴダール、アンヌ＝マリー・ミエヴィル
- 製作会社：JLGフィルム

## 関連事項
- ジャン＝リュック・ゴダール監督作品一覧
- JLGフィルム

## 註
1. 1 2 3 4  #外部リンク欄の洋画★シネフィル・イマジカサイト内の「ゴダールのマリアに関するささやかな覚書」リンク先の記述を参照。二重リンクを省く。